# Bosco di Suzzara
Il bosco di Suzzara è un'oasi naturalistica situata nel comune di Suzzara, in provincia di Mantova. È di proprietà del Comune di Suzzara ed è  gestita dal WWF.
È stata costituita per ricostruire un’area verde che richiamasse le foreste originarie che coprivano la pianura padana, dalla preistoria sino a noi.
Sono presenti oltre 2000 piante di farnia, rovere, tiglio, frassino, acero campestre, acero platanoide, pioppo, prugnolo selvatico, carpino bianco e molte altre.